# Richelieu (filme)
Richelieu é um filme mudo de curta-metragem norte-americano de 1914, do gênero drama biográfico, dirigido por Allan Dwan, com roteiro de Richard Rosson baseado na peça teatral homônima de Edward Bulwer-Lytton.

## Elenco
- Murdock MacQuarrie - Cardinal Richelieu
- William C. Dowlan - Adrien de Mauprat
- Pauline Bush - Julie de Mortemar
- James Robert Chandler - Sieur de Beringhen
- Edna Maison - Marion de Lormer
- James Neill - o rei
- Lon Chaney - Baradas
- Richard Rosson - François (como Dick Rosson)
- Edythe Chapman - a rainha
- William Lloyd - Joseph
- Frank Rice - Huget
- John Burton